# Parteneri (film)
Pardners este un film de comedie american din 1956 regizat de Norman Taurog. În rolurile principale joacă actorii Dean Martin și Jerry Lewis.

## Distribuție
- Dean Martin: Slim Mosely / Slim, Jr.
- Jerry Lewis: Wade Kingsley / Wade, Jr.
- Agnes Moorehead: Matilda Kingsley
- Lori Nelson: Carol
- Jeff Morrow: Rio
- John Baragrey: Dan and Sam Hollis
- Jackie Loughery: Dolly
- Milton Frome: The Bulter
- Lon Chaney Jr.: Whitey
- Lee Van Cleef: Gus
- Jack Elam: Pete
- Bob Steele: Shorty
- Emorty Parnell: Col. Hart